# بلقينا

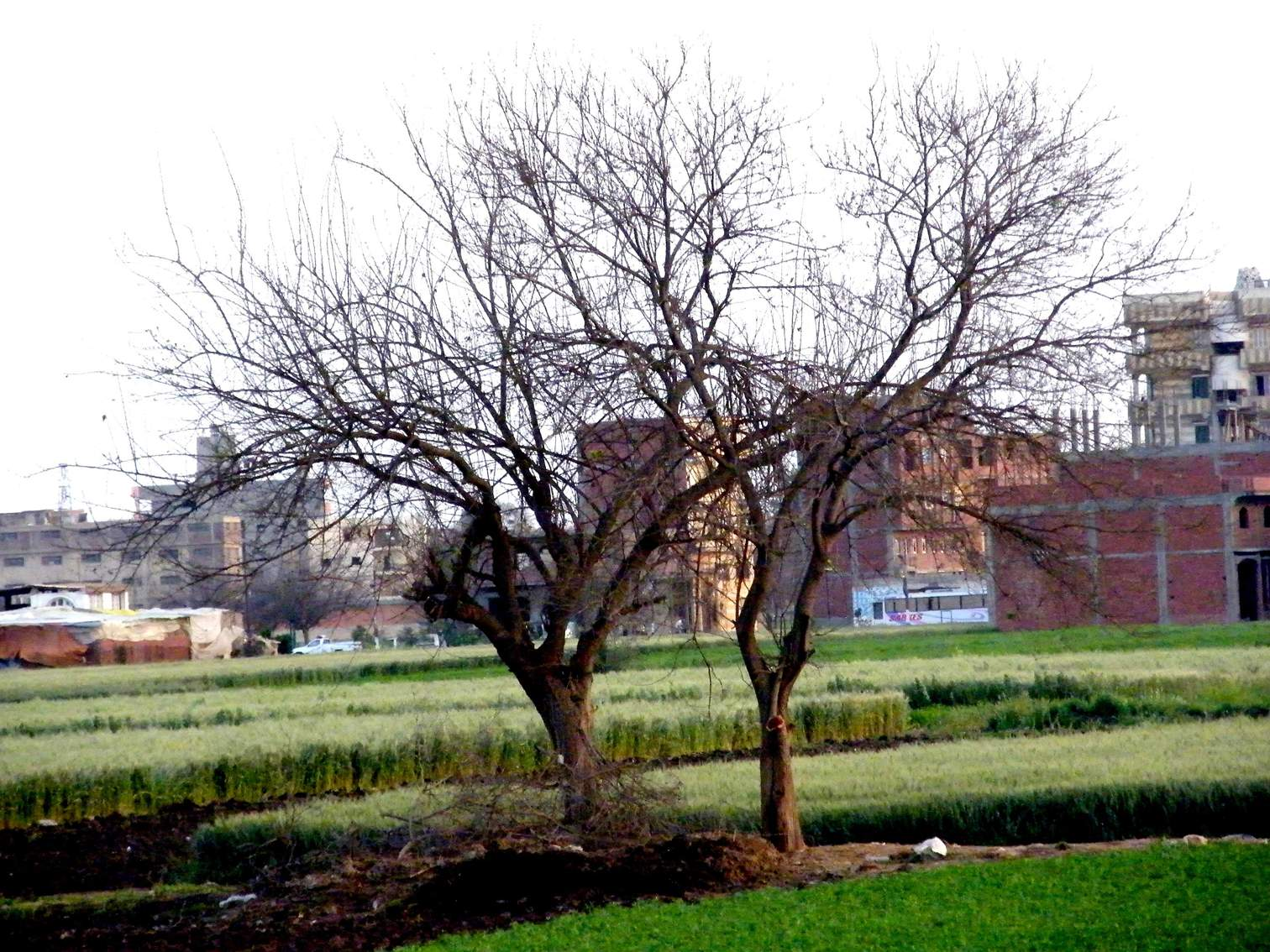
صورة لأحد حقول القرية

بلقينا إحدى قرى مركز المحلة الكبرى التابع لمحافظة الغربية بجمهورية مصر العربية.

## التاريخ
هي قرية قديمة، ذكرها علي مبارك في كتابه الخطط التوفيقية باسم "بلقينة" وقال أنها من قرى مديرية الغربية بقسم سمنود، وأن بها جامع بمنارة، وأن القرية أوقفها الأمير سيف الدين منجك اليوسفي مدة وزارته مع عدة أوقاف أخرى على جامعه الذي أنشأه خارج باب الوزير عام 751 هـ.

## التعليم
تصل نسبة الأمية في القرية إلى 41.5% بين من تجاوزوا العاشرة من عمرهم، بينما تصل نسبة من حصلوا على تعليم جامعي إلى 2.47% من جملة السكان.

## السكان
بلغ عدد سكان بلقينا 37,656 نسمة حسب تقدير عام 2018.
| السنة  | 1882 | 1897 | 1907 | 1927 | 1947 | 1960 | 1976   | 1986   | 1996   | 2006   | 2018   |
| ------ | ---- | ---- | ---- | ---- | ---- | ---- | ------ | ------ | ------ | ------ | ------ |
| القرية | 2672 | 3979 | 4364 | 3753 | 5355 | 7048 | 11,358 | 15,806 | 19,875 | 23,244 | 37,656 |

## أعلام
- سراج الدين البلقيني (724هـ - 805 هـ) فقيه وأحد كبار الشافعية.[15]